# Lisa Dobriskey
Lisa Dobriskey, född den 23 december 1983 i Ashford, är en brittisk friidrottare som tävlar i medeldistanslöpning.
Dobriskeys genombrott kom när hon slutade fyra på 1 500 meter vid VM för juniorer 2002. Hennes stora genombrott som senior kom när hon vann guld vid Samväldesspelen 2006 på 1 500 meter på tiden 4.06,21. Efter att ha misslyckats att ta sig till final både vid VM 2007 och vid EM 2006 blev Olympiska sommarspelen 2008 en framgång. Hon slutade på en fjärde plats på tiden 4.02,10 bara 32 hundradelar från en bronsplats.

## Personliga rekord
- 1 500 meter - 4.02,10